# Tornyospálca, Szabolcs-Szatmár-Bereg
Tornyospálca  este un sat în districtul Kisvárda, județul Szabolcs-Szatmár-Bereg, Ungaria, având o populație de 2.731 de locuitori (2011). 

## Demografie
Componența etnică a satului Tornyospálca
     Maghiari (94,41%)
     Romi (5,19%)
     Ucraineni (0,4%)
Componența confesională a satului Tornyospálca
     Reformați (36,8%)
     Greco-catolici (29,7%)
     Romano-catolici (15,82%)
     Fără religie (1,03%)
     Necunoscută (16,66%)
     Alte religii (0,73%)
Conform recensământului din 2011, satul Tornyospálca avea 2.731 de locuitori. Din punct de vedere etnic, majoritatea locuitorilor (94,41%) erau maghiari, cu o minoritate de romi (5,19%). Nu există o religie majoritară, locuitorii fiind reformați (36,8%), greco-catolici (29,7%), romano-catolici (15,82%) și persoane fără religie (1,03%). Pentru 16,66% din locuitori nu este cunoscută apartenența confesională.